# Shkodran Mustafi
Shkodran Mustafi (Bad Hersfeld, Németország, 1992. április 17. –) albán származású világbajnok német válogatott labdarúgó, edző.
2016 júliusában feleségül vette Vjosa Kaba albán modellt Gosztivar-ban. A párnak egy lánya, Noémi, született 2017-ben júliusában és egy fia, Amar, aki  2018 januárjában született.

## Pályafutása

### Klubcsapatok
Németországban született, de szülei albán származásúak. Az 1. FV Bebra után az SV Rotenburg csapatában ismerkedett a labdarúgás alapjaival, majd 2006-ban csatlakozott a HSV Hamburg akadémiájához. Az U17-es csapatban is megfordult, ahol a 2007-08-as szezonban 20 mérkőzésen 1 gólt szerzett. A következő szezonban már az U19-es korosztály játékosaival szerepelt egy csapatban és 2 gólt jegyzett is mindössze 9 bajnoki mérkőzésen. Martin Jol a felnőtt keret menedzsere pár alkalommal a felnőtt keretbe hívta edzésekre.
2009-ben csatlakozott az Everton akadémiájához. A Newcastle United, Manchester City FC és a Borussia Dortmund is szerette volna leigazolni a fiatal játékost. 2009. december 17-én debütált a klubban az Európa-ligában a BATE Bariszav csapata ellen Tony Hibbert cseréjeként. David Moyes több mérkőzésen nem küldte pályára a felnőtt keretben.
2012-ben ingyen igazolt az olasz másodosztályban szereplő Sampdoria csapatába, ahova 4 és fél évre írt alá. 2012. május 26-án debütált az AS Varese 1910 elleni 3-1-re elvesztett bajnoki mérkőzésen kezdőként. Ennek ellenére feljutottak az első osztályba. A 2012-13-as szezonban 17 bajnoki mérkőzésen lépett pályára többnyire kezdőjátékosként. 2013. október 26-án szerezte meg első gólját az Atalanta BC ellen. A szezont 32 bajnoki mérkőzéssel zárta és kihagyhatatlan játékossá vált a kezdő tizenegyből csapatában.
2021. február 1-jén fél évre szerződtette a német Schalke 04 csapata. Február 6-án mutatkozott be a bajnokságban az RB Leipzig ellen 3–0-ra elvesztett találkozón. Május 7-án szerezte meg első és egyetlen gólját a klubban a Hoffenheim ellen. Szeptember 2-án kétéves szerződést kötött a Levante UD csapatával. Itt töltött időszaka alatt számos sérülést szenvedett, ami miatt kevés játéklehetőséghez jutott. 2023. június 30-ig szóló szerződését nem hosszabbította meg a klub. Egy évvel később bejelentette visszavonulását.

### Válogatott
2008-ban meghívott kapott a német U16-os válogatottba, amely színeiben 5 mérkőzésen szerepelt. Ezek után az német U17-es válogatottba is meghívott kapott és tagja volt a 2009-es U17-es labdarúgó-Európa-bajnokságot megnyerő csapatnak, bár szülei révén szerepelhetett volna az albán labdarúgó-válogatottban is, de ő Németországot választotta. A válogatott alapembere volt, ami jelzi, hogy 2008 és 2009 között 24 alkalommal szerepelt a csapatban és ezeken 5 gólt szerzett.
2013. március 24-én debütált a német U21-es labdarúgó-válogatottban az izraeli U21-es labdarúgó-válogatott elleni 2-1-re megnyert mérkőzésen. Részt vett a 2013-as U21-es labdarúgó-Európa-bajnokságon Izraelben. 2014. január 22-én az albán média azt írta, hogy lehet meghívott kap Mustafi a válogatottba a következő barátságos mérkőzésre, ezt később megerősítette Gianni De Biasi az albán labdarúgó-válogatott szövetségi kapitánya.
2014. február 28-án Joachim Löw a német labdarúgó-válogatott szövetségi kapitánya meghívta a válogatottba a Chilei labdarúgó-válogatott elleni barátságos mérkőzésre, de végül csak a kispadon kapott szerepet a mérkőzésen. Jelölték a 2014-es labdarúgó-világbajnokságra készülő 30 fős keretbe. 2014. május 22-én debütált a válogatottban a lengyel labdarúgó-válogatott elleni 0-0-ra végződő barátságos mérkőzésen. Június 2-án Joachim Löw kihirdette a világbajnokságra utazó 23 fős keretet, amiben Mustafi nem szerepelt, így nem utazhat a válogatottal Brazíliába. Június 7-én visszakerült a világbajnokságra utazó keretbe Marco Reus sérülését követően.

### Edzőként
2024. július 1-től a német U17-es válogatottnál segédedzőként kapott lehetőséget.

## Statisztika
2018. március 11. szerint.
| Klub             | Szezon           | Bajnokság | Bajnokság | Kupa     | Kupa  | UEFA     | UEFA  | Összesen | Összesen |
| Klub             | Szezon           | Mérkőzés  | Gólok     | Mérkőzés | Gólok | Mérkőzés | Gólok | Mérkőzés | Gólok    |
| ---------------- | ---------------- | --------- | --------- | -------- | ----- | -------- | ----- | -------- | -------- |
| Everton          | 2009–10          | 0         | 0         | 0        | 0     | 1        | 0     | 1        | 0        |
| Everton          | 2010–11          | 0         | 0         | 0        | 0     | —        | —     | 0        | 0        |
| Everton          | 2011–12          | 0         | 0         | 0        | 0     | —        | —     | 0        | 0        |
| Összesen         | Összesen         | 0         | 0         | 0        | 0     | 1        | 0     | 1        | 0        |
| Sampdoria        | 2011–12          | 1         | 0         | 0        | 0     | —        | —     | 1        | 0        |
| Sampdoria        | 2012–13          | 17        | 0         | 0        | 0     | —        | —     | 17       | 0        |
| Sampdoria        | 2013–14          | 33        | 1         | 2        | 0     | —        | —     | 35       | 1        |
| Összesen         | Összesen         | 51        | 1         | 2        | 0     | —        | —     | 53       | 1        |
| Valencia         | 2014–15          | 33        | 4         | 3        | 0     | —        | —     | 36       | 4        |
| Valencia         | 2015–16          | 28        | 2         | 4        | 0     | 10       | 0     | 42       | 2        |
| Összesen         | Összesen         | 61        | 6         | 7        | 0     | 10       | 0     | 78       | 6        |
| Arsenal          | 2016–17          | 26        | 2         | 4        | 0     | 7        | 0     | 37       | 2        |
| Arsenal          | 2017–18          | 21        | 3         | 3        | 0     | 3        | 0     | 27       | 3        |
| Összesen         | Összesen         | 47        | 5         | 7        | 0     | 10       | 0     | 64       | 5        |
| Karrier összesen | Karrier összesen | 162       | 12        | 16       | 0     | 21       | 0     | 199      | 12       |

## Sikerei, díjai

### Klub
- Arsenal
  - Angol kupa: 2016–17, 2019–20

### Válogatott
- Németország U17:
  - U17-es labdarúgó-Európa-bajnokság : 2009
- Németország
  - Labdarúgó-világbajnokság: 2014
  - Európa-bajnoki bronzérmes: 2016